# Phyllospadix
Genre
Classification APG II (2003)
Phyllospadix est un genre d'herbes marines, plantes aquatiques marines appartenant à la famille des Zostéracées. Ce genre, répandu dans l'océan Pacifique, comprend entre 3 et 6 espèces selon les sources.
Le nom générique Phyllospadix dérive du grec « phyllos » (feuille) et « spadix » (inflorescence), en référence à la feuille qui la forme d'un spadice.

## Caractéristiques générales
Ce sont des plantes marines herbacées, vivaces, appartenant à la famille des Cymodoceaceae, dont les caractères distinctifs sont les suivants :
- Feuilles en forme de ruban, portant une gaine à leur base, une ligule à la jonction de la gaine et du limbe,
- Absence de cellules à tanin sur les feuilles,
- Rhizomes comprimés avec inter-nœuds courts (1 à 2 mm).

## Liste d'espèces
Sont actuellement acceptées dans ce genre :

selon Catalogue of Life :
- Phyllospadix iwatensis Makino, 1931
- Phyllospadix japonicus Makino, 1897
- Phyllospadix juzepczukii Tzvelev, 1981
- Phyllospadix scouleri Hook., 1838 - espèce type
- Phyllospadix serrulatus Rupr. ex Asch., 1868

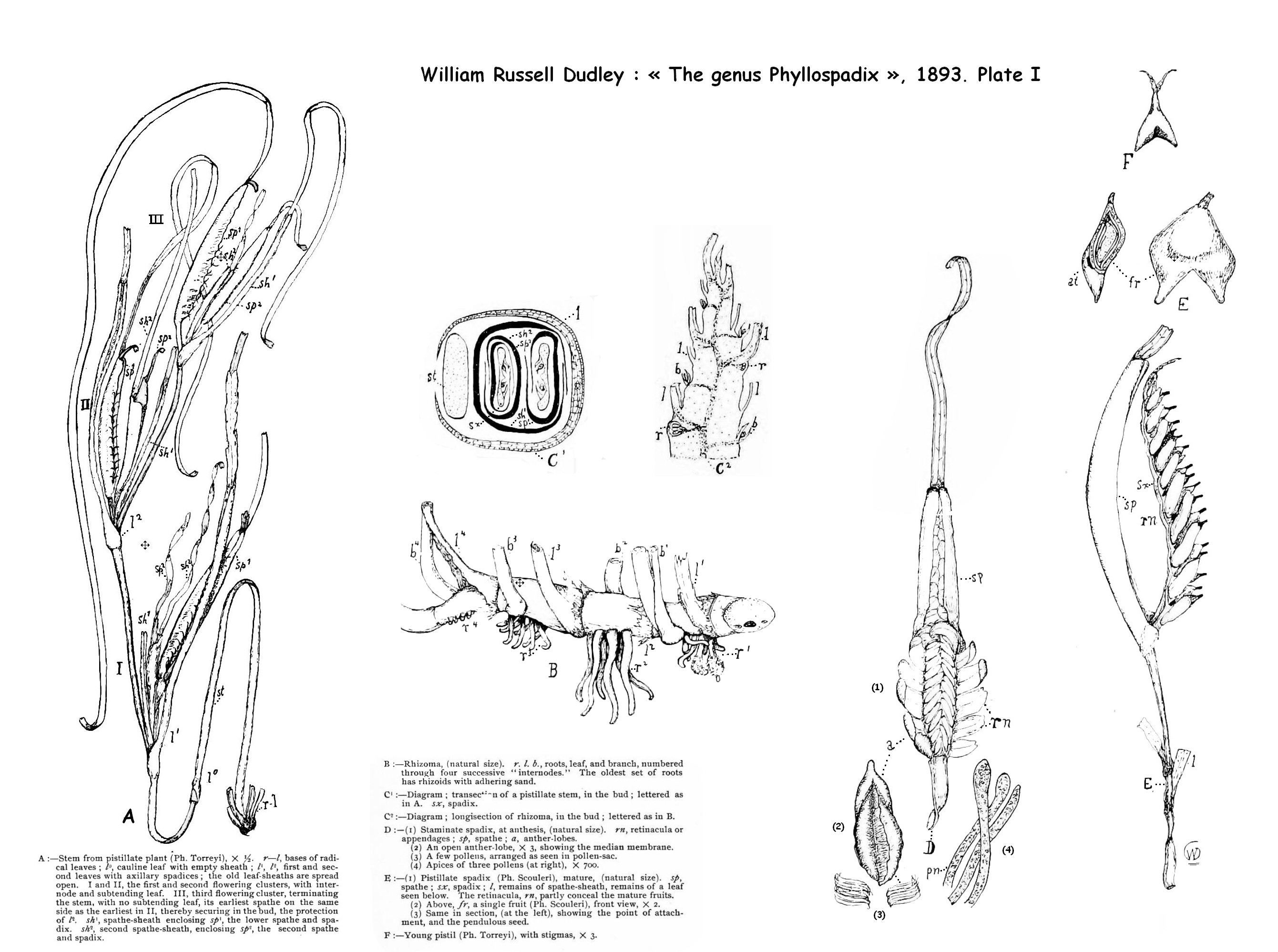
Phyllospadix torreyi et Phyllospadix scouleri par W.R. Dudley 1893

- Phyllospadix torreyi S.Watson, 1879

selon AlgaeBase et
WoRMS :
- Phyllospadix iwatensis Makino
- Phyllospadix japonicus Makino
- Phyllospadix scouleri Hook.
- Phyllospadix serrulatus Rupr. ex Asch.
- Phyllospadix torreyi S.Watson

selon ITIS :
- Phyllospadix scouleri Hook.
- Phyllospadix serrulatus Ruprecht ex Ascherson
- Phyllospadix torreyi S. Watson

## Synonymie
- Phyllospadix scouleri
  - Phyllospadix ruprechtii Tzvelev, 1981

## Distribution
Ce genre est inféodé à l'océan Pacifique depuis le Japon jusqu'en Basse-Californie, en passant par l'Alaska. Sa présence dans les iles Aléoutiennes et les îles Kouriles est mal connue.

Plus précisément :
- Phyllospadix iwatensis est répandue de la zone délimité par le nord du Japon, Sakhaline et des îles Kouriles, aux côtes est et ouest de Corée et du Shandong (Chine),
- Phyllospadix japonicus a été trouvée au Japon, le long des côtes sud-est de l'île de Honshū et de la côte ouest de Honshū au sud de l'île de Sado,
- Phyllospadix scouleri a été trouvée de Sitka (Alaska) au sud du Tropique du Cancer (Basse-Californie). L'espèce est particulièrement abondante au nord de Monterey (Californie),

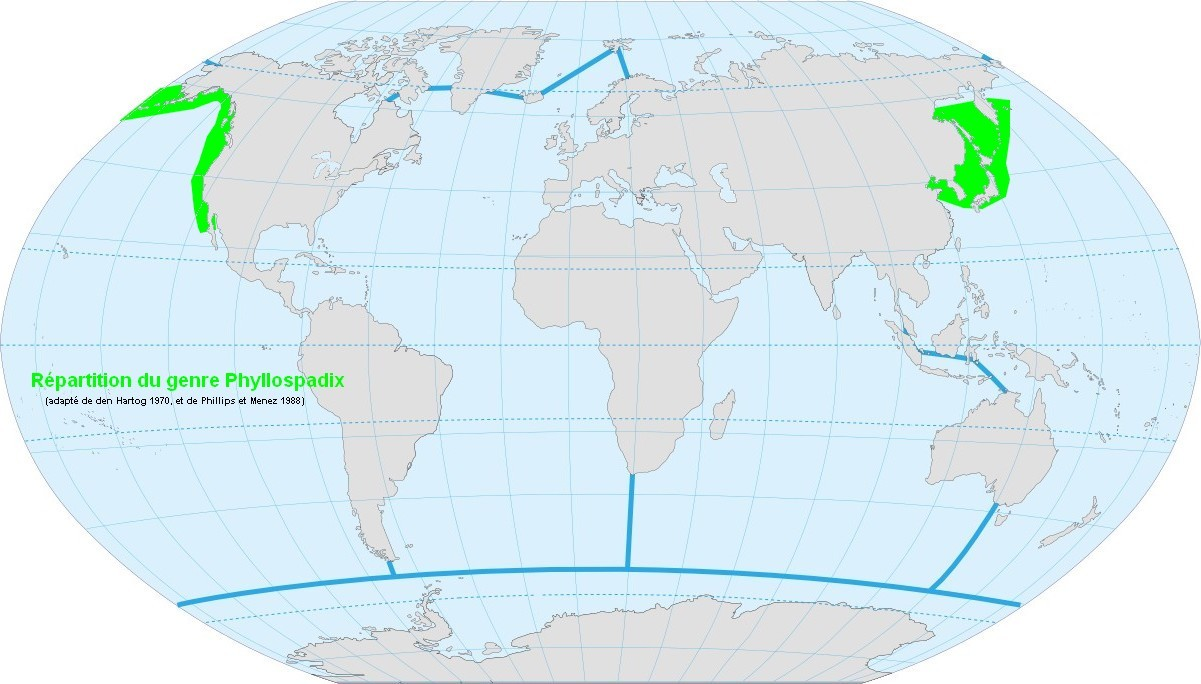
Répartition du genre Phyllospadix

- Phyllospadix serrulatus est récoltée du cap Arago (sud de l'Oregon), à île Tchirikov au sud-ouest de l'île Kodiak (golfe de l'Alaska),
- Phyllospadix torreyi se trouve de la pointe nord de l'île de Vancouver, au sud du Tropique du Cancer en Basse-Californie. L'espèce est particulièrement abondante au sud de Monterey (Californie).

## Écologie
Les herbiers de Phyllospadix sont des éléments essentiels pour la communauté animale de l'estran. Ils permettent à de nombreuses espèces de poissons et d'invertébrés d'effectuer leur alevinage. La survie de ces plantes nécessite la présence d'algues qui favorisent l'installation de leurs racines. Une fois perturbées, leur repousse est difficile. Des chercheurs de l'Université de Californie à Santa Barbara étudient de nouvelles techniques pour aider à la réhabilitation des herbiers de  Phyllospadix torreyi endommagés par l'action anthropique.